# Octavia Handworth
Octavia Handworth, nata Octavia Boas (New York, 25 dicembre 1887 – Hemet, 3 ottobre 1978), è stata un'attrice statunitense.

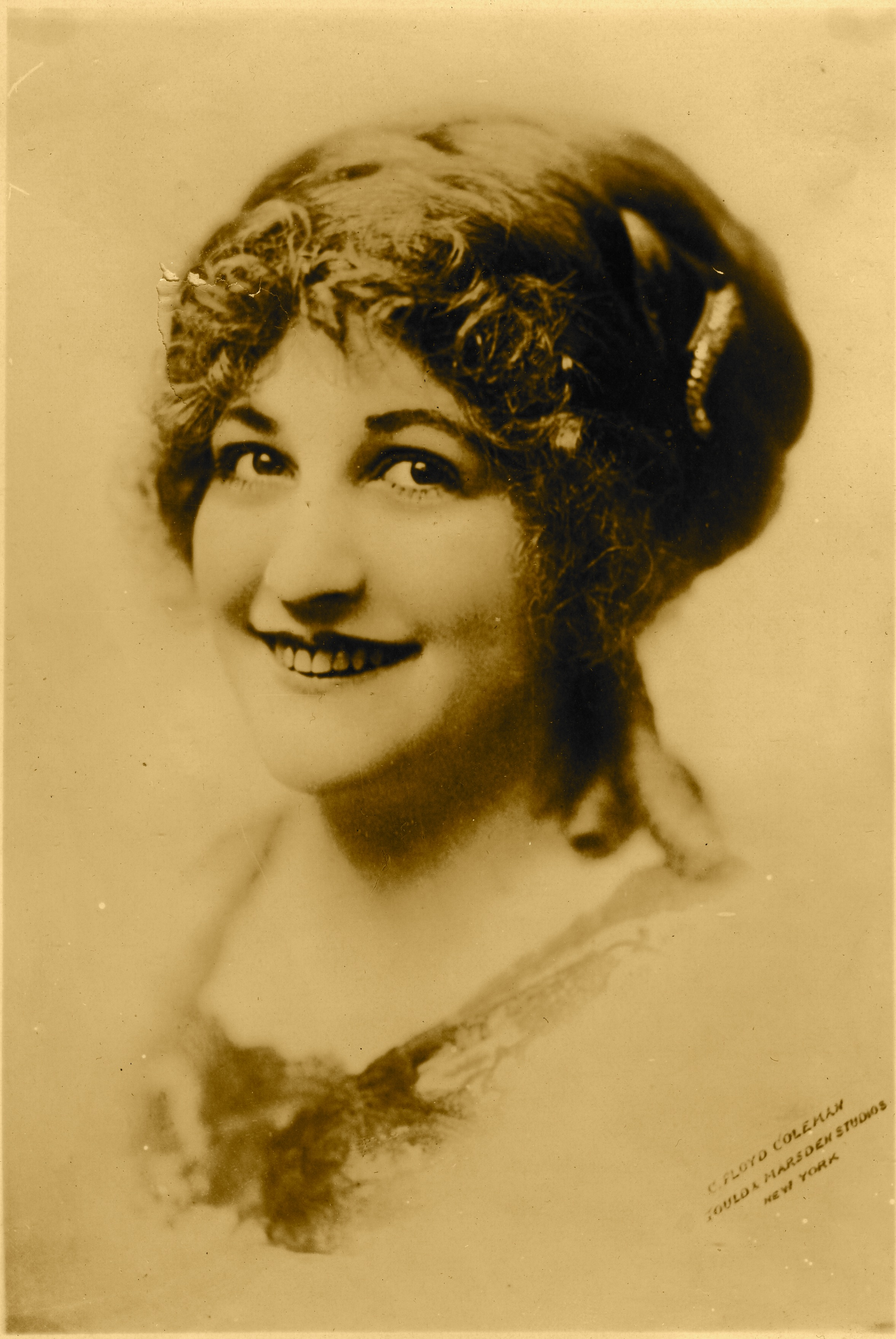
Octavia Handworth.

Sposatasi nel 1905 con il regista Harry Handworth da cui ebbe la figlia Elsie, nel 1916 restò vedova; sposò in seconde nozze l'attore Gordon De Main.

## Filmografia
- The Girl from Arizona, regia di Louis J. Gasnier, Theodore Wharton e Joseph A. Golden - cortometraggio (1910)
- The Cowboy's Sweetheart and the Bandit, regia di Theodore Wharton - cortometraggio (1910)
- The Motor Fiend, regia di Theodore Wharton - cortometraggio (1910)
- A Gambler's End, regia di Theodore Wharton - cortometraggio (1910)
- How Rastus Gets His Turkey, regia di Theodore Wharton - cortometraggio (1910)
- The Maid of Niagara, regia di Theodore Wharton - cortometraggio (1910)
- The Stepsisters, regia di George LeSoir - cortometraggio (1911)
- There's a Woman in Town - cortometraggio (1911)
- The Smuggler - cortometraggio (1913)
- The President's Pardon - cortometraggio (1913)
- A Yellow Streak - cortometraggio (1913)
- Unmasked - cortometraggio (1913)
- The Toll of Mammon, regia di Harry Handworth (1914)
- The Path Forbidden, regia di Harry Handworth (1914)
- When Fate Leads Trump, regia di Harry Handworth (1914)
- In the Shadow, regia di Harry Handworth (1915)
- The Great Ruby, regia di Barry O'Neil (1915)
- The City of Failing Light, regia di George W. Terwilliger (1916)
- The Lost Paradise, regia di Howell Hansel - cortometraggio (1916)
- Race Suicide, regia di George W. Terwilliger e Raymond L. Ditmars (1916)
- La maschera di carne (Footlights), regia di John S. Robertson (1921)
- Love's Redemption, regia di Eugene V. Brewster (1921)